# Вилла Триссино (Меледо-Сарего)
Вилла Триссино (итал. Villa Trissino) — вилла (загородный дом) в селении Меледо, в 20 км от коммуны Сарего в области Венето, северо-восточная Италия. Построена по проекту выдающегося архитектора эпохи итальянского Возрождения Андреа Палладио. Заказчиками виллы были знатные аристократы из Виченцы братья Лудовико и Франческо Триссино. В 1996 году вилла вместе с другими постройками Палладио включена в список Всемирного наследия ЮНЕСКО «Города Виченца и Палладиевых вилл Венето» (Città di Vicenza e Ville Palladiane del Veneto).

## История
Андреа Палладио включил этот проект во вторую книгу трактата «Четыре книги об архитектуре» (I Quattro Libri dell’Architettura, 1570). Как он сам сообщал в трактате, братья Триссино были его покровителями и заказчиками не только виллы, но и городского палаццо на Контра Риале (1558), а также небольшого пригородного «казино» (домика). Палладио назвал строительство уже начатым и хвалил участок, на котором есть небольшой холм. Тем не менее остаётся спорным вопрос о том, какая часть проекта, показанного в книге, осуществлена в действительности — вероятно, лишь небольшая часть.

## Архитектура
Гравюра трактата показывает внушительное сооружение, расположенное на нескольких уровнях, очевидно, вдохновлённое расположением древнеримских храмовых ансамблей. Невозможно утверждать, имел ли этот проект какой-либо практический результат. С другой стороны, очевидные следы начала проекта Палладио видны во внушительных каменных фундаментах зданий вдоль реки и в двух боковых галереях — «баркессах» (итал. barchessa — «лодочка»), как их называл архитектор, с колоннами тосканского ордера. Скорее всего Палладио осуществил только часть своей обширной концепции.
Вилла Триссино, как и большинство палладианских вилл, должна была стать центром обширного сельскохозяйственного поместья. В Меледо сохранились две части крытой колоннады виллы, которая использовалась для утилитарных функций, вероятнее всего, для содержания скота. В завершении галереи-баркессы на находится «голубятня» (colombarа), такая же особенность имеется и на Вилле Барбаро. «Голубятня» виллы Триссино украшена фресками, что указывает на то, что даже в утилитарных частях виллы большое внимание уделялось красоте. Башня-голубятня была расписана гротесками Элиодоро Форбичини (веронским художником, упомянутым Вазари), который также работал в Палаццо Кьерикати и Палаццо Тьене. Это очевидный признак того, что функция здания была не только утилитарной.

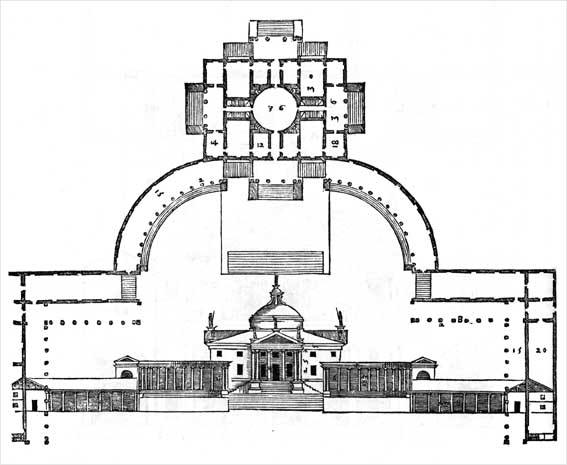
Проект Виллы Триссино. Гравюра из трактата А. Палладио «Четыре книги об архитектуре». 1570
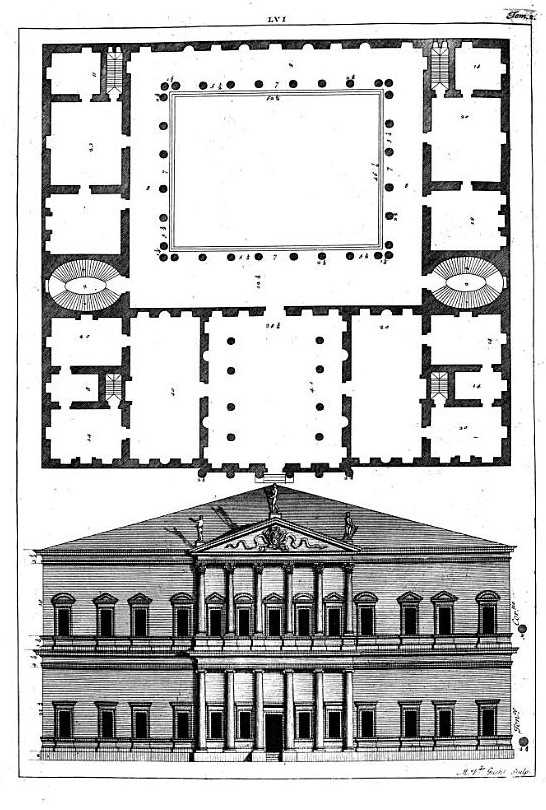
Вилла Триссино. Вариант. Чертёж А. Палладио
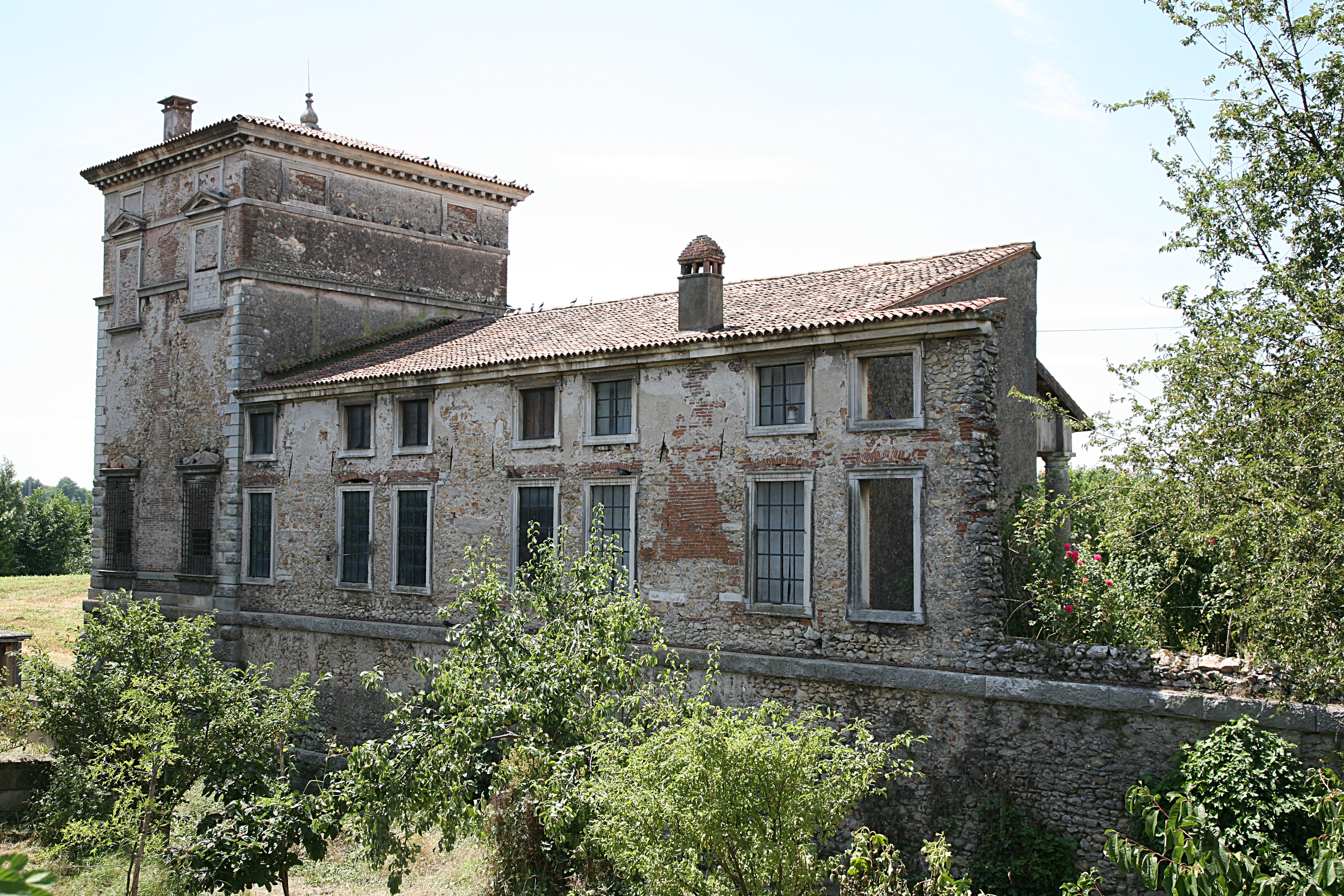
Существующий вид виллы
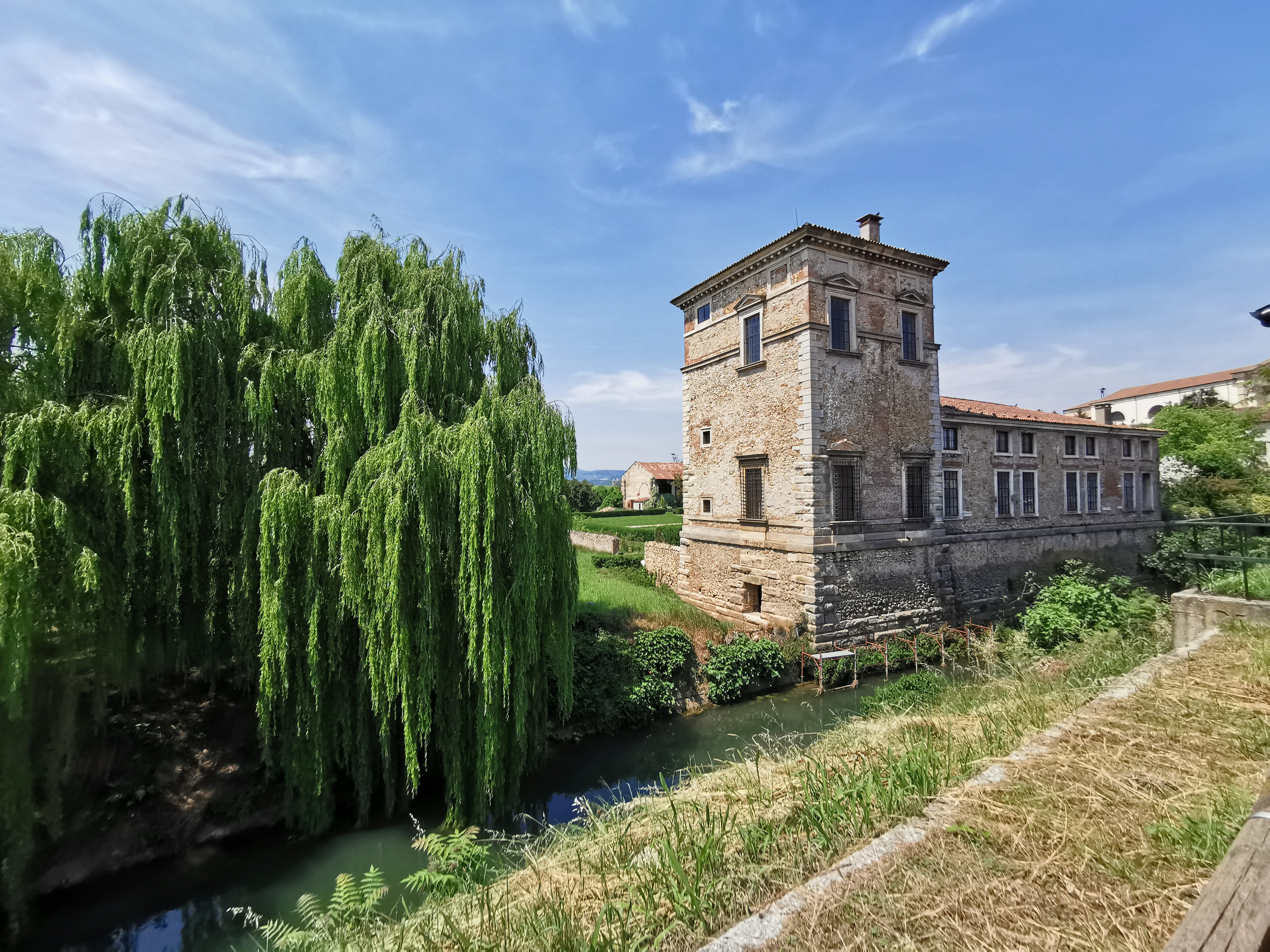
Вид из парка